# Mörttjärnen (Stensele socken, Lappland, 723328-155959)
Mörttjärnen är en sjö i Storumans kommun i Lappland och ingår i Umeälvens huvudavrinningsområde.